# Йорверд
Йорверд (нід. Jorwerd, фриз. Jorwert) — село в нідерландській провінції Фрисландія. Входить до муніципалітету Леуварден.
Його площа становить 7,18км², а населення станом на 2021 рік складало 310 осіб.

## Галерея

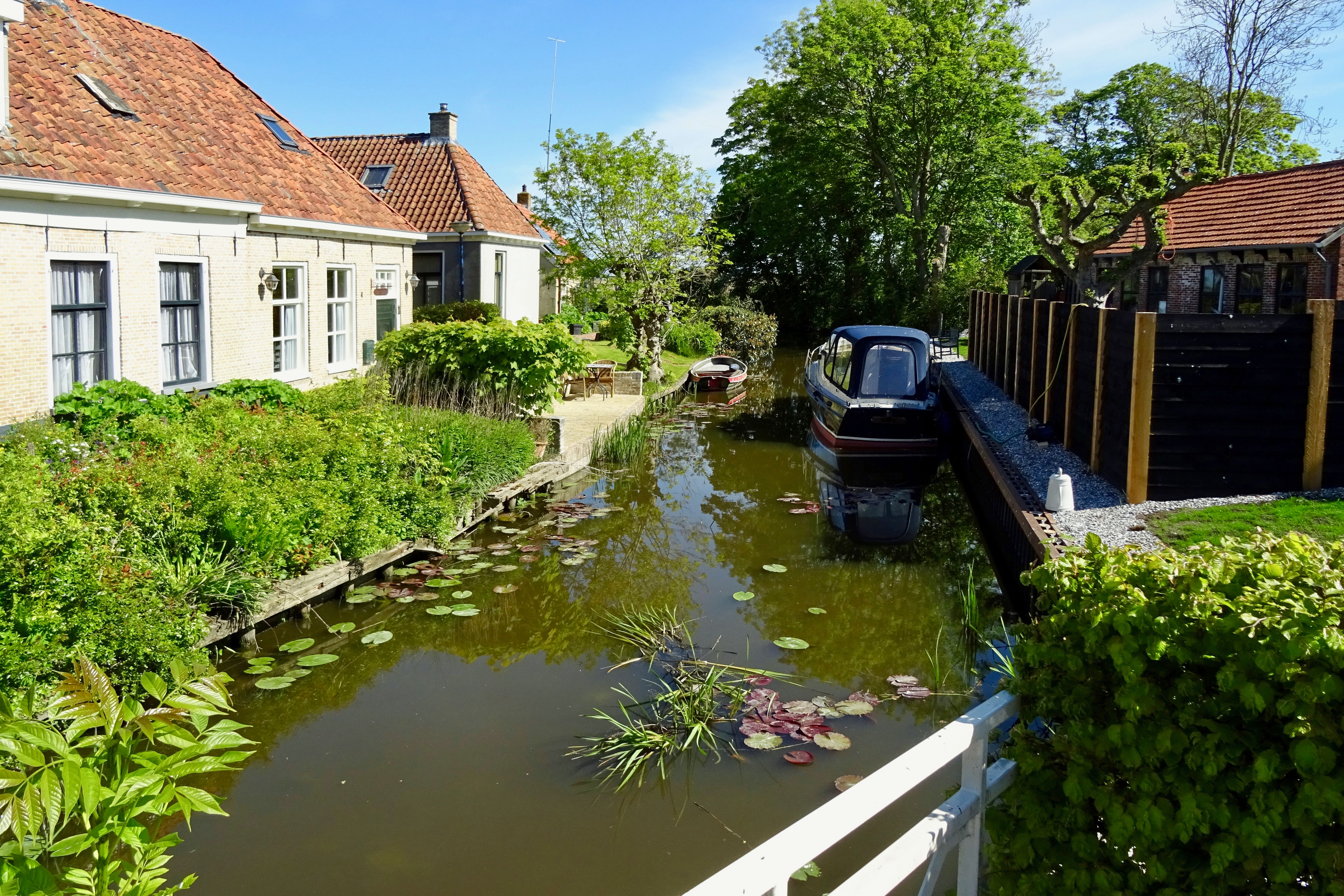
Канал у Йорверді
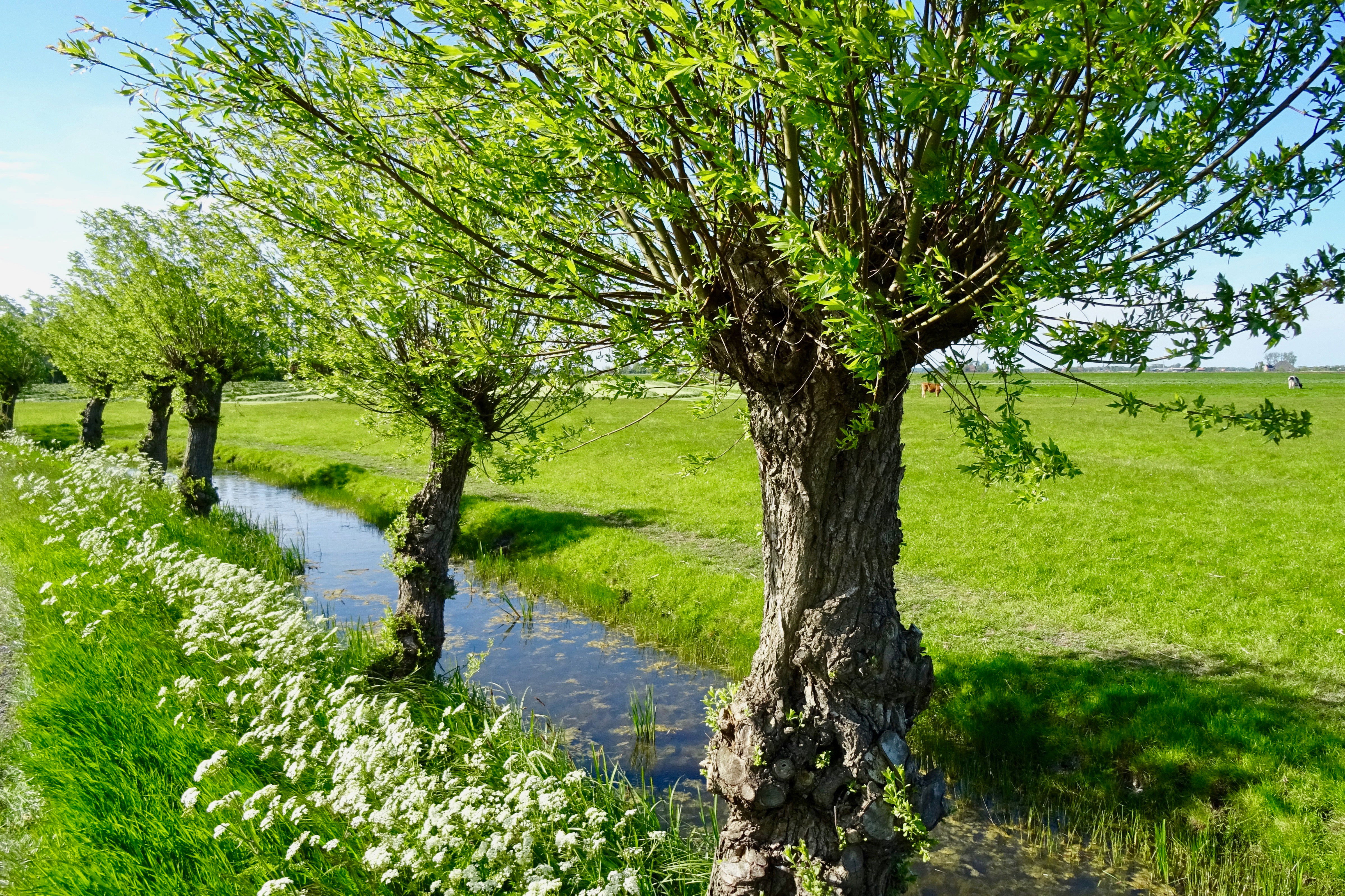
Пейзаж поблизу села
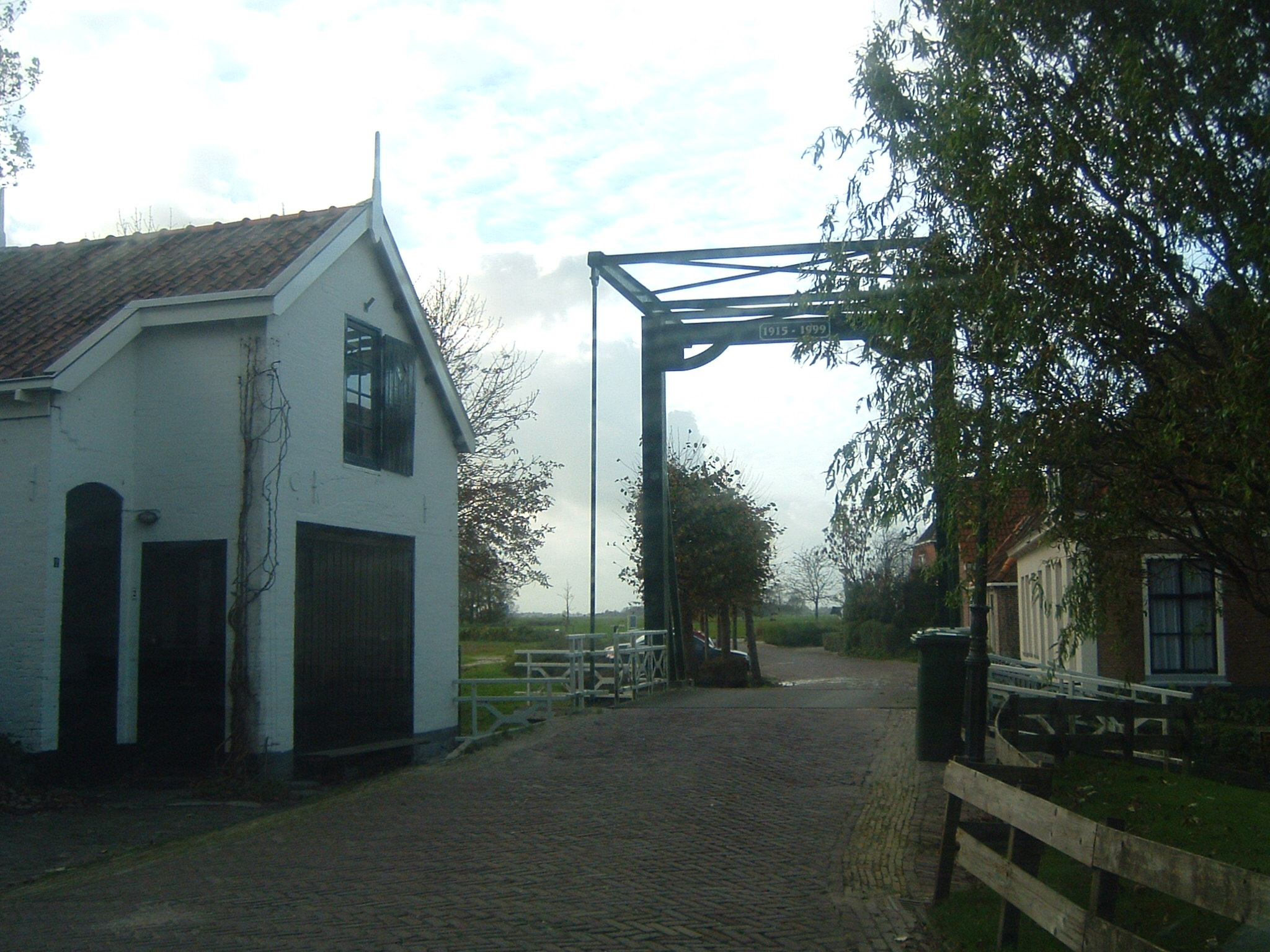
Місток у Йорверді
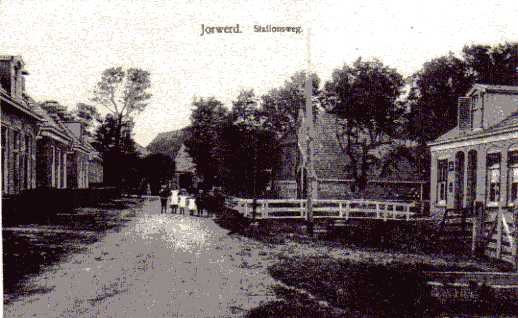
Йорверд 1910 року